# Лид, Йонас
Йонас Мариус Лид (норв. Jonas Marius Lied; 17 июля 1881, Сёлснес, Норвегия — 25 апреля 1969, там же) — норвежский и российский предприниматель, дипломат, писатель и коллекционер произведений искусства.
Сыграл важную роль в освоении Сибири и Дальнего Востока, помог организовать своему соотечественнику Фритьорфу Нансену поездку по Сибири. Был норвежским консулом в Красноярске.
В 1912 году создал «Сибирское акционерное общество пароходства, промышленности и торговли» (сокращенно «Сибирская Компания»; англ. The Siberian Steamship, Manufacturing & Trading Company), за что в 1913 году получил по дарованию императора Николая Второго российское гражданство.
В 1920 чуть не умер от оспы.